# فيرايولويت
فيرايولويت هو معدن نادر يتواجد بهذه الصيغة MgMn2+4(Fe2+0.5Al0.5)4Zn4(PO4)8(OH)4(H2O)20. وهو مرتبط بمعدن الفوسفات فالستريت. تم العثور عليه في البيغماتيت في منجم لشركة فوت ليثيوم، مقاطعة كليفلاند ، نورث كارولينا، الولايات المتحدة. الاسم يكرم جيمس (جيم) أ. فيرايولو (1947-2014).